# Grande Prémio da Expo 92 de Motovelocidade
O Grande Prémio da Expo 92 foi um único evento motociclístico que fez parte do mundial de MotoGP de 1988 em susbtituição do Grande Prémio de Portugal.

## Vencedores do Grande Prémio da Expo 92
| Ano  | Pista | 80 cc          | 80 cc      | 125 cc | 125 cc     | 250 cc       | 250 cc     | 500 cc       | 500 cc     |
| Ano  | Pista | Piloto         | Construtor | Piloto | Construtor | Piloto       | Construtor | Piloto       | Construtor |
| ---- | ----- | -------------- | ---------- | ------ | ---------- | ------------ | ---------- | ------------ | ---------- |
| 1988 | Jerez | Jorge Martínez | Derbi      |        |            | Joan Garriga | Honda      | Eddie Lawson | Yamaha     |